# Estany (embassament)

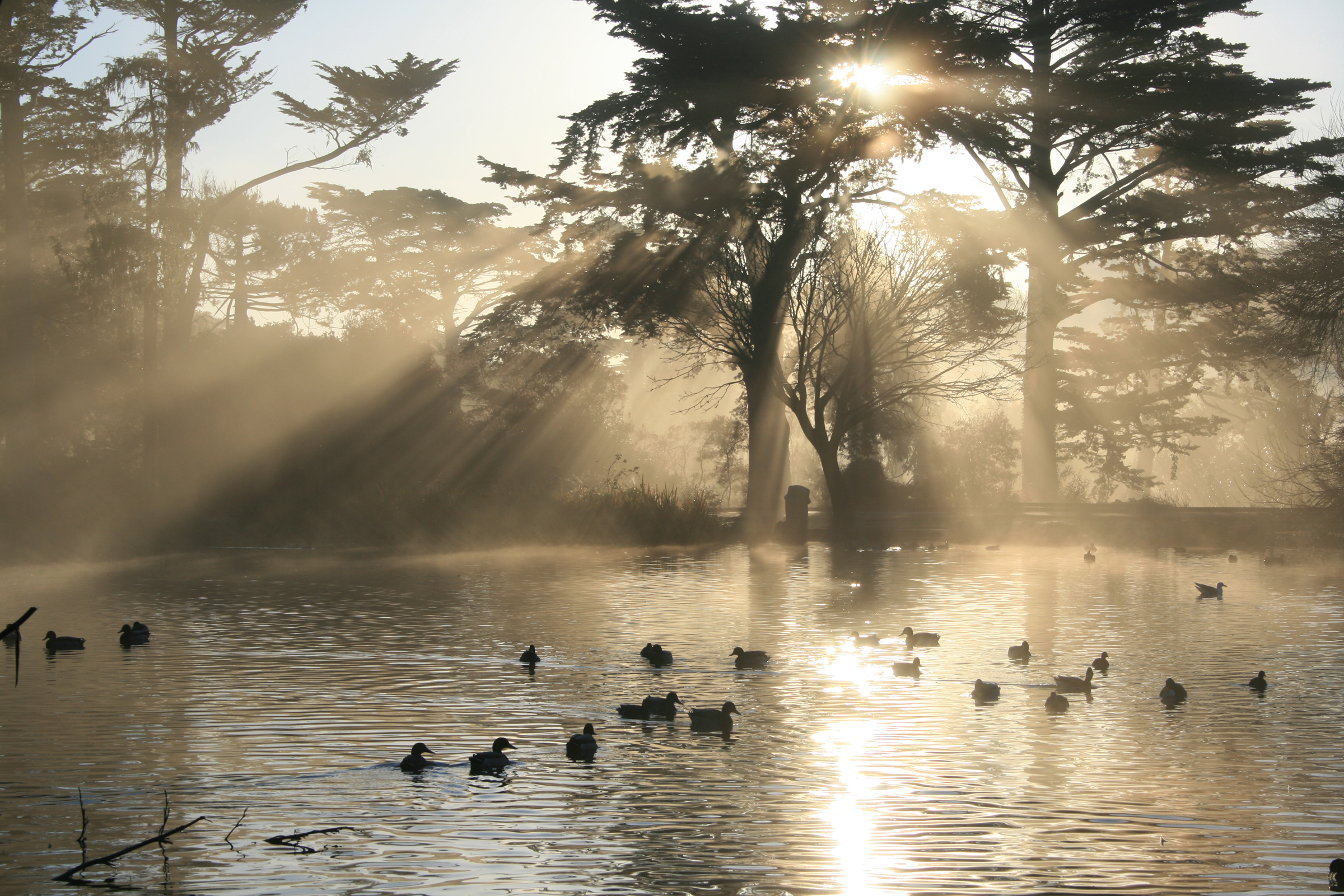
Estany del Golden Gate Park a San Francisco.

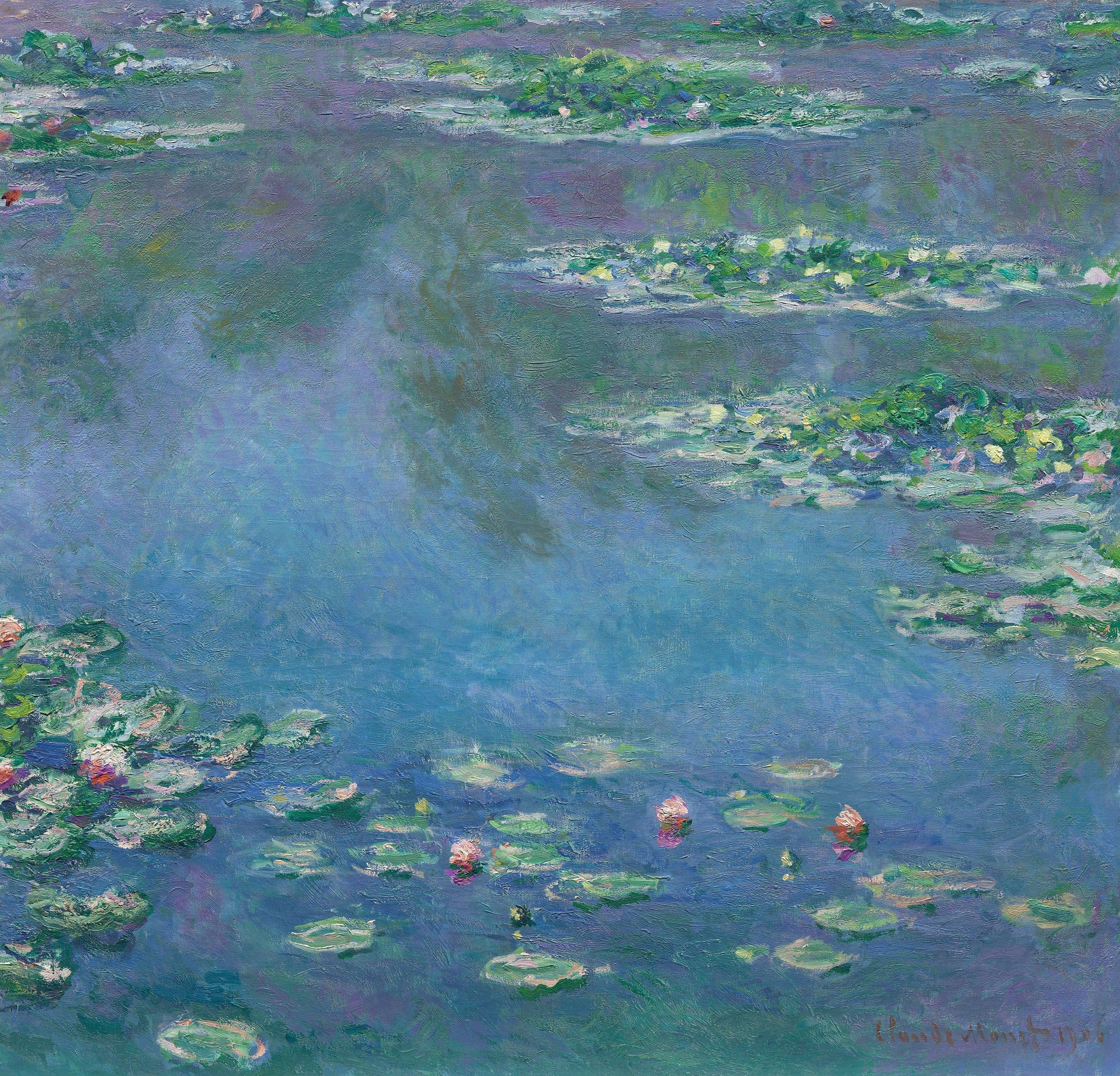
Els darrers trenta anys de la producció artística de Claude Monet van ser una sèrie de 250 pintures a l'oli que representen nenúfars de l'estany que el pintor tenia a ca seva.

Un estany és una cavitat d'aigua, natural o artificial, acumulada en una depressió del terreny i sempre més petit que un llac.  Per tant, la diferència clau amb un llac rau en la mida. Poden sorgir de manera natural a les planes d'inundació com a part d'un sistema fluvial o de depressions. En general, són d'aigües poc profundes que permeten que la llum solar arribi fins al fons, promovent un ecosistema de plantes aquàtiques arrelades. A mesura que l'aigua és estancada, es crea un ecosistema particular en què els corrents d'aigua pràcticament no existeixen.
Els estanys poden ser creats per una àmplia varietat de processos naturals; per exemple, pels rius en les planes d'inundació o per processos d'origen glacial, tectònic, endorreic, litoral o deltaic, o simplement poden ser depressions aïllades o ondulacions naturals en terra sense drenar omplerts per escorrentia, aigües subterrànies, precipitacions... La mida i la profunditat dels estanys sovint varia molt amb l'època de l'any; de fet molts estanys són produïts per inundacions primaverals. Els estanys solen ser d'aigua dolça, però també poden ser d'aigua salabrosa. Les d'aigua salada, amb una connexió directa amb el mar manté la salinitat i de vegades s'anomenen estanys, però normalment es consideren com a part del medi marí.
Els estanys són cossos d'aigua poc profunda amb abundància variable de plantes i animals aquàtics. La profunditat, les variacions estacionals del nivell de l'aigua, els fluxos de nutrients, la quantitat de llum que hi arriba, la forma, la presència de grans mamífers, la composició de qualsevol comunitat de peixos i la salinitat poden afectar els tipus de comunitats vegetals i animals que hi viuen. Les xarxes alimentàries es basen tant en algues flotants com en plantes aquàtiques. Normalment hi ha diversitat de vida aquàtica com algues, cargols, peixos, coleòpters, nepomorfs, granotes, tortugues, llúdries i rates mesqueres. Els depredadors principals poden ser peixos grossos, ardèids o grans rèptils (al·ligàtors). Com que els peixos són un depredador important de les larves d'amfibis, els estanys que s'assequen cada any maten els peixos, però proporcionen un refugi important per a la cria d'amfibis. També hi ha estanys produïts per castors.
Més enllà de causes naturals, hi has estanys que són resultat de l'activitat humana. Aquests estanys d'aigua dolça tenen molts usos, incloent-hi el subministrament d'aigua per a l'agricultura, la ramaderia i les comunitats; també poden ajudar a la restauració d'hàbitats, servir com a lloc de cria d'espècies locals i migratòries, poden ser elements decoratius de l'arquitectura d'un paisatge, conques de control d'inundacions, conques d'intercepció de contaminants...

## Formació

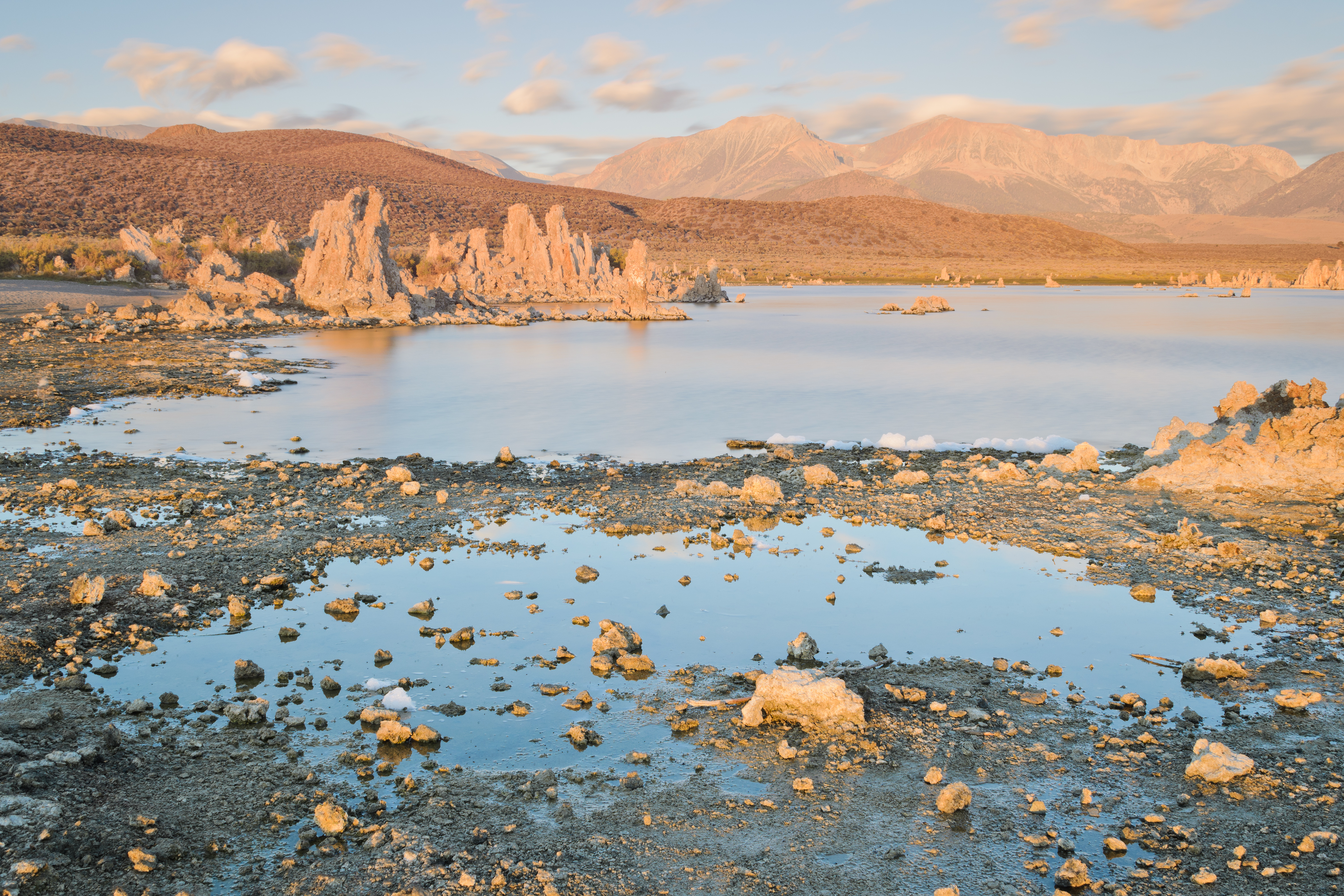
Formació d'un estany per filtració d'aigua subterrània a South Tufa, Califòrnia.

Un estany natural és qualsevol depressió en el sòl que reculli i retingui una quantitat suficient d'aigua i pot formar-se per una varietat d'esdeveniments geològics, ecològics. Els estanys naturals poden ser glacials, volcànics, fluvials o fins i tot tectònics.
Des de l'època del Plistocè, els processos glacials han creat la majoria de l'hemisferi nord. Quan les glaceres retrocedeixen, poden crear un terreny irregular. Aquestes zones poden desenvolupar depressions que poden omplir-se amb l'excés de precipitacions o amb la filtració d'aigua subterrània, d'aquesta manera es forma un petit estany. En canvi, els llacs i les llacunes es formen quan el gel es desprèn d'una glacera més gran i, amb el temps, es fon. L'orogènesi, o formació de muntanyes i serralades, i altres esdeveniments d'aixecament tectònic han creat alguns dels llacs i estanys més antics del planeta. Aquestes esquerdes tenen tendència a omplir-se ràpidament d'aigua subterrània si es produeixen per sota del nivell freàtic local. Altres esquerdes o depressions tectòniques poden omplir-se amb precipitacions, l'escorrentia de les muntanyes del voltant o els rierols de muntanya. L'activitat volcànica també pot formar estanys, llacs i llacunes a través de tubs de lava col·lapsats o cons volcànics. Les planes d'inundació naturals al llarg dels rius i els paisatges amb moltes depressions poden experimentar inundacions a la primavera, la temporada de pluges o amb la fosa de la neu. D'aquesta manera es creen estanys temporals que són importants per a la cria de peixos, insectes i amfibis, sobretot en grans sistemes fluvials com l'Amazones.
Pel que fa als estanys artificials, els humans els creen per millorar el medi ambient local, degut a entorns industrials o per a ús recreatiu o ornamental. Un estany artificial és una petita cavitat d'aigua, que s'utilitza quotidianament per proveir reg, criar peixos, nedar, etcètera, o amb finalitats merament ornamentals en un parc o un jardí. Els estanys artificials, després de la dessecació han de netejar-se i s'ha de dragar el llot, el qual, exposat a l'aire, constitueix un excel·lent abonament. Actualment, hi ha estanys que es destinen a la cria i multiplicació de peixos (com tenques, carpes i d'altres).
Els estanys particulars estan sotmesos a les lleis generals de la propietat i de la salubritat pública, i pertanyen a l'amo del sòl que cobreixen. Els peixos són un accessori dels estanys i constitueixen béns mobles per disposició legal.

## Usos

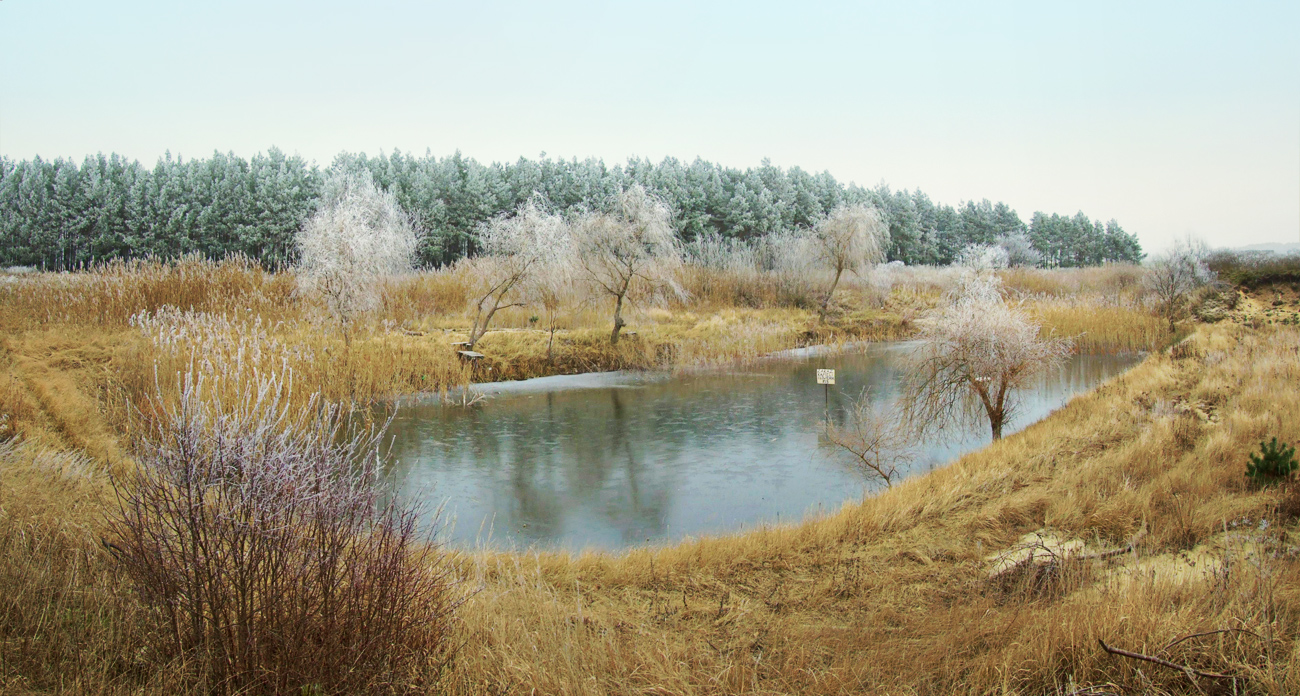
Petit estany de retenció a Swarzynice, Polònia.

Els estanys són hàbitats per a moltes varietats d'organismes com plantes, amfibis, peixos, rèptils, ocells aquàtics, insectes i fins i tot alguns mamífers. Les basses s'utilitzen per a la reproducció d'aquestes espècies, però també com a refugi i, fins i tot, alimentació per a altres animals salvatges.[24][25] Les pràctiques aqüícoles es basen en gran manera en basses artificials per tal de fer créixer i tenir cura de molts tipus de peixos, ja sigui per al consum humà, la recerca, la conservació d'espècies o l'esport recreatiu..
En agricultura es poden crear estanys de tractament per reduir l'escorrentia de nutrients. Els contaminants que entren als estanys sovint poden ser mitigats per la sedimentació natural i altres activitats biològiques i químiques. De fet, els estanys d'estabilització de residus s'estan convertint en mètodes populars de baix cost per al tractament general d'aigües residuals. També poden proporcionar embassaments de reg per a les granges en temps de sequera. També els estanys de retenció són cada vegada més comuns en les noves urbanitzacions d'habitatges per reduir el risc d'inundacions i danys.
Un altre tipus d'estany són els experimentals, emprats per provar hipòtesis en els camps de les ciències ambientals, la química, la biologia aquàtica i la limnologia.
Alguns estanys són el centre de la vida de molts petits pobles en països àrids com els de l'Àfrica subsahariana: s'hi fan banys, pesca, actes de socialització i rituals. Al subcontinent indi, els monjos de temple hindús cuiden els estanys sagrats utilitzats per a pràctiques religioses i peregrins de bany. Durant l'època medieval europea era típic que monestirs i castells tinguessin estanys de peixos. A l'Àsia Oriental (sobretot al Japó) són per mantenir o criar koi. Al Nepal els estanys artificials eren elements essencials de l'antic sistema de subministrament d'aigua potable perquè van ser dissenyats per retenir l'aigua alhora que deixaven que una mica d'aigua es mogués per alimentar els aqüífers locals.

## Biodiversitat

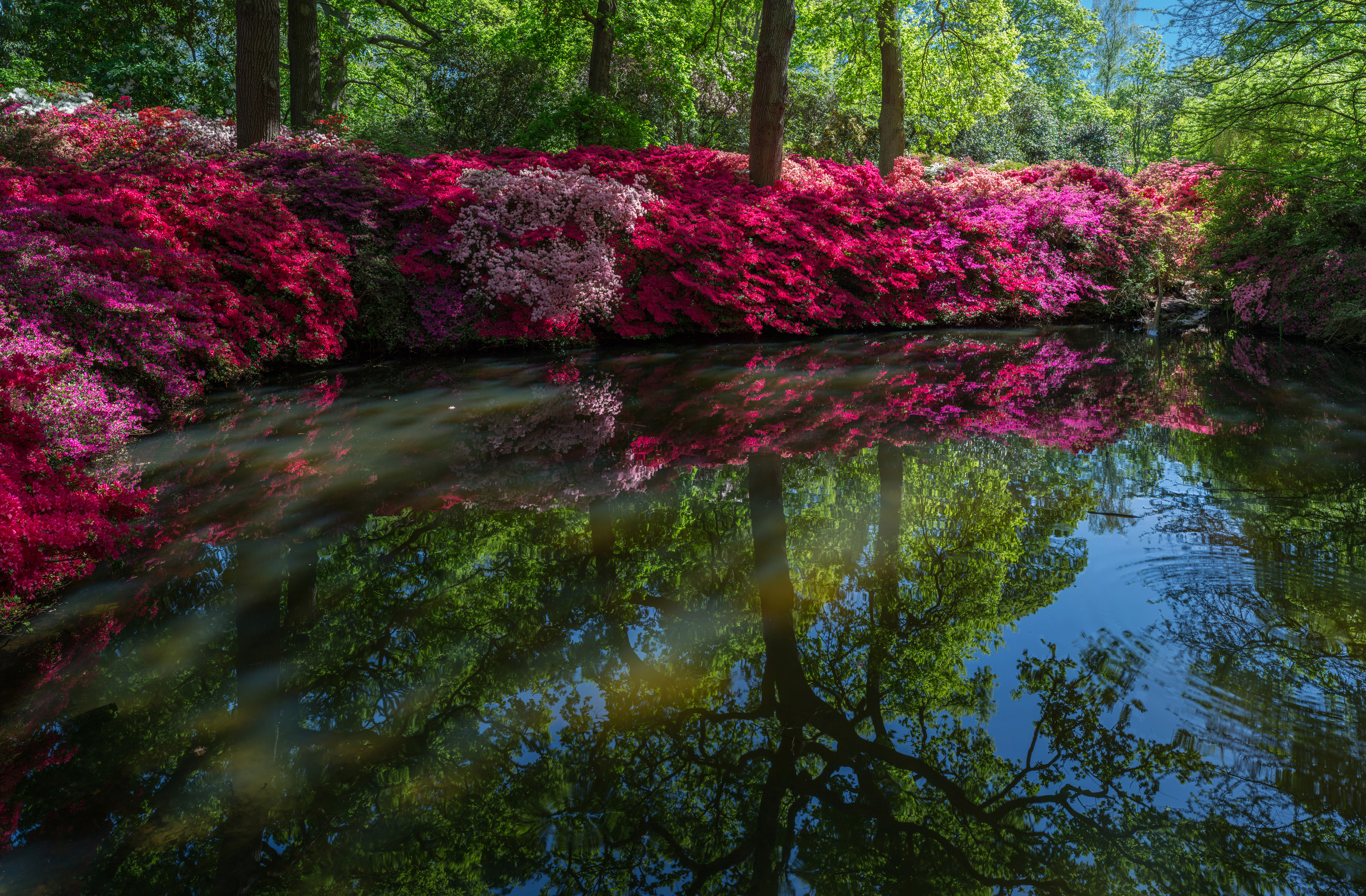
L'estany del Richmond Park de Londres.

Molts estanys i llacs contenen un gran nombre d'espècies endèmiques com lliris d'aigua i altres plantes aquàtiques, granotes, tortugues i peixos. Sovint el marge de l'estany està envoltat per aiguamolls que donen suport a la xarxa d'aliments aquàtics, proporcionen refugi per a la vida silvestre i estabilitzen la riba de l'estany. Aquest marge també es coneix com a zona litoral i conté gran part dels macròfits, és a dir, de les plantes aquàtiques o algues que viuen totalment o parcialment submergida dins de l'aigua. Altres organismes com el fitoplàncton (algues suspeses) i els perífitons (organismes que inclouen cianobacteris, detritus i altres microbis) hi prosperen i es mantenen com els principals productors de teranyines d'aliments de l'estany.[18]
Alguns animals, com les oques i les rates mesqueres, consumeixen les plantes com a font d'aliment. En molts altres casos, les plantes d'estany s'hi descompondran. Molts invertebrats i zooplàncton herbívor s'alimenten de les plantes en descomposició, i aquests organismes de nivell tròfic inferior proporcionen aliments per a les espècies d'aiguamolls i estanys, inclosos peixos, libèl·lules i garses tant a la zona litoral com a la zona limnètica. La zona limnètica d'aigües obertes pot permetre que les algues creixin a mesura que la llum solar encara hi penetri. Aquestes algues poden suportar una altra xarxa alimentària que inclogui insectes aquàtics i altres espècies de peixos petits. Un estany, per tant, pot tenir combinacions de tres xarxes alimentàries diferents, una basada en plantes més grans, una basada en plantes en descomposició, i una darrera d'algues i dels seus consumidors i depredadors específics de nivell tròfic superior. Per tant, els estanys sovint tenen moltes espècies animals diferents perquè hi ha una àmplia gamma de fonts d'aliments a través de la interacció biòtica. Per tant, proporcionen una font important de biodiversitat en els paisatges.

## Estratificació

Els tres estrats: I. Epilimni II. Metalímnion III. Hipolimni. A la dreta escala de profunditat. A l'esquerra de temperatura. La fletxa mostra el moviment del vent sobre la superfície de l'aigua que inicia el recanvi en l'epilimni i l'hipolimni.

Molts estanys experimenten un procés anual regular semblant als llacs més grans si són prou profunds i/o estan protegits del vent. Els factors abiòtics, com la radiació ultraviolada, la temperatura general, la velocitat del vent, la densitat de l'aigua i fins i tot la grandària, juguen un paper important quan es tracta dels efectes estacionals en els llacs i estanys.
La influència de les quatre estacions (hivern, primavera, estiu i tardor) produeixen que els estanys ajustin la seva estratificació o la seva zonació vertical de temperatura. Aquests factors ambientals afecten la circulació dels estanys i als gradients de temperatura dins de l'aigua produint capes distants; que són l'epilimni (la part superior d’un llac en la qual la temperatura varia en funció de les condicions externes), la metalímnion, i l'hipolimni (la part inferior, les aigües del qual no sofreixen gaires variacions al llarg de l’any i la seva temperatura sol estar entre els 4 i els 10°C, i els corrents hi són febles). Depenent de l'estació, cada zona té trets que sostenen o perjudiquen organismes específics i les interaccions biòtiques que es produeixen sota la superfície. Per exemple, a la primavera, el gel superficial de l'hivern comença a fondre's, fet que permet que la columna d'aigua comenci a barrejar-se gràcies a la convecció solar i la velocitat del vent i a mesura que es barreja, s'aconsegueix una temperatura general constant. I a mesura que les temperatures augmenten durant l'estiu es produeix l'estratificació tèrmica. L'estratificació estival permet que l'epilímnion es barregi pels vents, mantenint una temperatura càlida constant en tota aquesta zona. Aquí es produeix la fotosíntesi i la producció primària. No obstant això, les espècies que necessiten aigua més freda amb majors concentracions d'oxigen dissolt afavoriran el metalímnion o hipolímnion inferior. La temperatura de l'aire descendeix a mesura que s'acosta la tardor i es produeix una capa de barreja profunda. El recanvi tardorenc dona lloc a llacs isotèrmic amb alts nivells d'oxigen dissolt a mesura que l'aigua aconsegueix una temperatura mitjana més freda. Finalment, l'estratificació hivernal es produeix de manera inversa a l'estratificació estival, ja que el gel superficial comença a formar-se de nou. Aquesta capa de gel es manté fins que la radiació solar i la convecció tornen a la primavera.

## Conservació i gestió dels estanys
Els estanys aporten valors ambientals i beneficis pràctics per a la societat. Un dels beneficis cada vegada més crucial que ens proporcionen és la capacitat d'actuar com a embornals de gasos d'efecte hivernacle. La majoria dels llacs naturals i estanys són fonts de gasos d'efecte hivernacle i ajuden en el flux d'aquests compostos dissolts. No obstant això, els estanys fets per l'home s'estan convertint en embornals significatius per a la mitigació de gas i la lluita contra el canvi climàtic. Aquests estanys d'escorrentia de l'agricultura reben aigua amb un alt nivell de pH dels sòls veïns. Els estanys de drenatge altament àcids actuen com a catàlisi per l'excés de CO2 (diòxid de carboni) per convertir-se en formes de carboni que es poden emmagatzemar fàcilment en sediments. Quan es construeixen aquests nous estanys de drenatge, les concentracions de bacteris que normalment descomponen la matèria orgànica morta, com les algues, són baixes. Com a resultat, la descomposició i alliberament de gasos nitrogenats d'aquests materials orgànics com l'òxid de dinitrogen no es produeix i, per tant, no s'afegeix a l'atmosfera. Aquest procés també s'utilitza amb desnitrificació regular en zones mortes dels estanys. No obstant això, no tots els estanys tenen la capacitat de convertir-se en embornals de carborni de gas amb efecte d'hivernacle. La majoria dels estanys experimenten eutrofització quan s'enfronten a una aportació excessiva dels nutrients dels fertilitzants i de l'escorrentia. Això fa que l'aigua de l'estany estigui sobrenitrificada i doni com a resultat la flor d'aigua o marea roja, és a dir l'acumulació  massiva d'algues, i la mort de peixos.

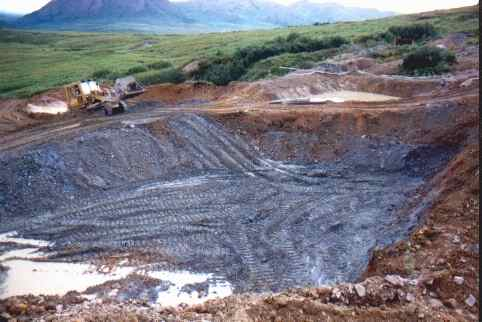
Embassament en construcció.

Alguns estanys de granja no s'utilitzen per al control d'escorrentia, sinó més aviat com a abeuradors i espais de bany de bestiar boví o búfals . Ja hem esmentat que els estanys són importants per a la biodiversitat. Però, de vegades, això es converteix en un problema amb les espècies invasores que estronca la dinàmica dels ecosistemes de les basses com l'estructura de la xarxa tròfica. Això varia des d'espècies introduïdes de peixos com la carpa que menja plantes d'aigua natives o els cànnids que ataquen els amfibis reproductors, els cargols aquàtics que porten paràsits infecciosos que maten altres espècies i, fins i tot, plantes aquàtiques que es propaguen ràpidament
Els estanys, depenent de la seva orientació i mida, poden estendre els seus hàbitats d'aiguamolls a les zones de ribera locals o als límits de la conca hidrogràfica. Els suaus pendents de terra dels estanys proporcionen una extensió d'hàbitat per a les plantes d'aiguamolls i prats humits per expandir-se.  No obstant això, la construcció de murs de retenció, gespa, carreteres o autopistes poden degradar severament la gamma d'hàbitats d'estany i la seva longevitat. Les carreteres, a més,interfereixen en el camí que els amfibis i les tortugues fan quan migren dels estanys com a part del seu cicle de cria anual. A causa d'aquests factors, les millors condicions per a la vida silvestre i les que ajuden a protegir-ne la qualitat de l'aigua són les costes suaument inclinades amb àmplies extensions de plantes d'aiguamolls.
La construcció d'estanys artificials proporcionen oportunitats de visualització i conservació de la fauna, de tractament de les aigües residuals, de captura i contenció de la contaminació, o un gaudí estètic. Una manera d'estimular-ne el desenvolupament és amb la restauració general de les rieres i els rius.

## Estanys naturals als Països catalans

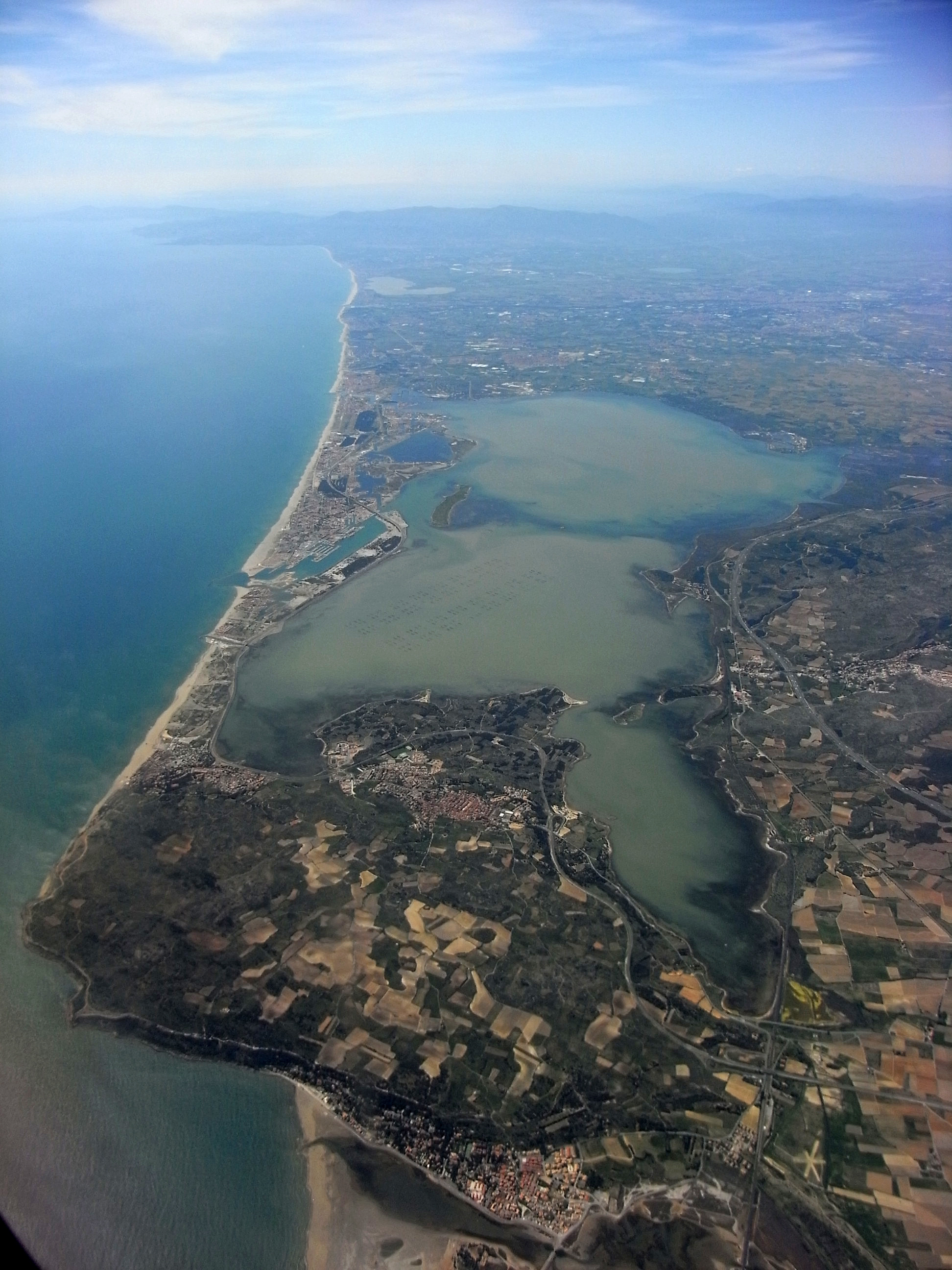
Vista aèria de l'estany de Salses. És el més septentrional dels Països Catalans, amb la part nord que banya terres occitanes. La paraula estany aquí és l'equivalent del que s'anomena albufera a altres contrades catalanoparlants. Té una superfície de 5.850 ha, uns 14 km de nord a sud i una fondària màxima entre els 3,2 i els 3,7 metres, és paral·lel al mar i separat d'aquest per una fina llenca de terra.

### Estanys glacials
A les àrees d’alta muntanya de la serralada dels Pirineus, a banda i banda de la frontera administrativa, hi ha nombrosos estanys glacials causats per l’acció erosiva del gel que formen les cubetes de sobreexcavació, és a dir, petites depressions on s'hi acumulava el glaç i, amb l’augment de les temperatures, es liqua  l’aigua fosa del gel retinguda en aquestes cubetes. En general, són estanys de dimensions reduïdes, de menys d’un quilòmetre de llargària, i se situen al voltant dels 2.000 metres d’altitud. Pel que fa a la fauna s'hi troben espècies, sovint arrelades als indrets humits i adaptades a la meteorologia adversa com insectes, que són devorats per ocells i ratpenats, però, sobretot, amfibis com la granota roja, el gripau i el tritó pirinenc.

### Estanys càrstics
Anomenats també estanys tectònics o geològics. S'originen amb aigües subterrànies que arriben a la superfície degut a l’erosió del terreny calcari del subsòl. L'estany de Banyoles és un dels més representatiu dels càrstics entre la Serralada Transversal i la plana empordanesa. Altres són l'estany de Montcortès al Baix Pallars o l'estanys de Basturs a Isona i Conca Dellà.

### Estanys de litoral
Pel que fa de litoral es formen en costes planes i sorrenques, tancats en part o totalment. Poden comunicar amb la mar pels graus o petits canals que posen en comunicació un amb l'altra. Els més característics són els de la costa mediterrània com Salanca a la plana del Rosselló, el del Parc Natural de l'Albufera de València o els diversos de les Balears. Els estanys deltaics són propis al delta de l’Ebre, com els de l'Encanyissada; però també la Ricarda al Llobregat. A l'estat espanyol els estanys formen part del domini públic o estan protegits si són d'aigua salada i comuniquen amb el mar.

### Altres estanys
Els estanys d’origen endorreic són característics dels terrenys impermeables de regions àrides o semiàrides i són formats de la vinguda d’aigües pluvials procedents de sectors més elevats com ho és l'estany de Sils a la comarca de la Selva. D'altra banda, hi ha l'estany d'Ivars i Vila-sana al Pla d’Urgell, que va ser assecat del tot cap a les primeries dels anys 50 per convertir-lo en terres de conreu i ha estat recuperat a la dècada dels noranta del segle passat.

## Galeria

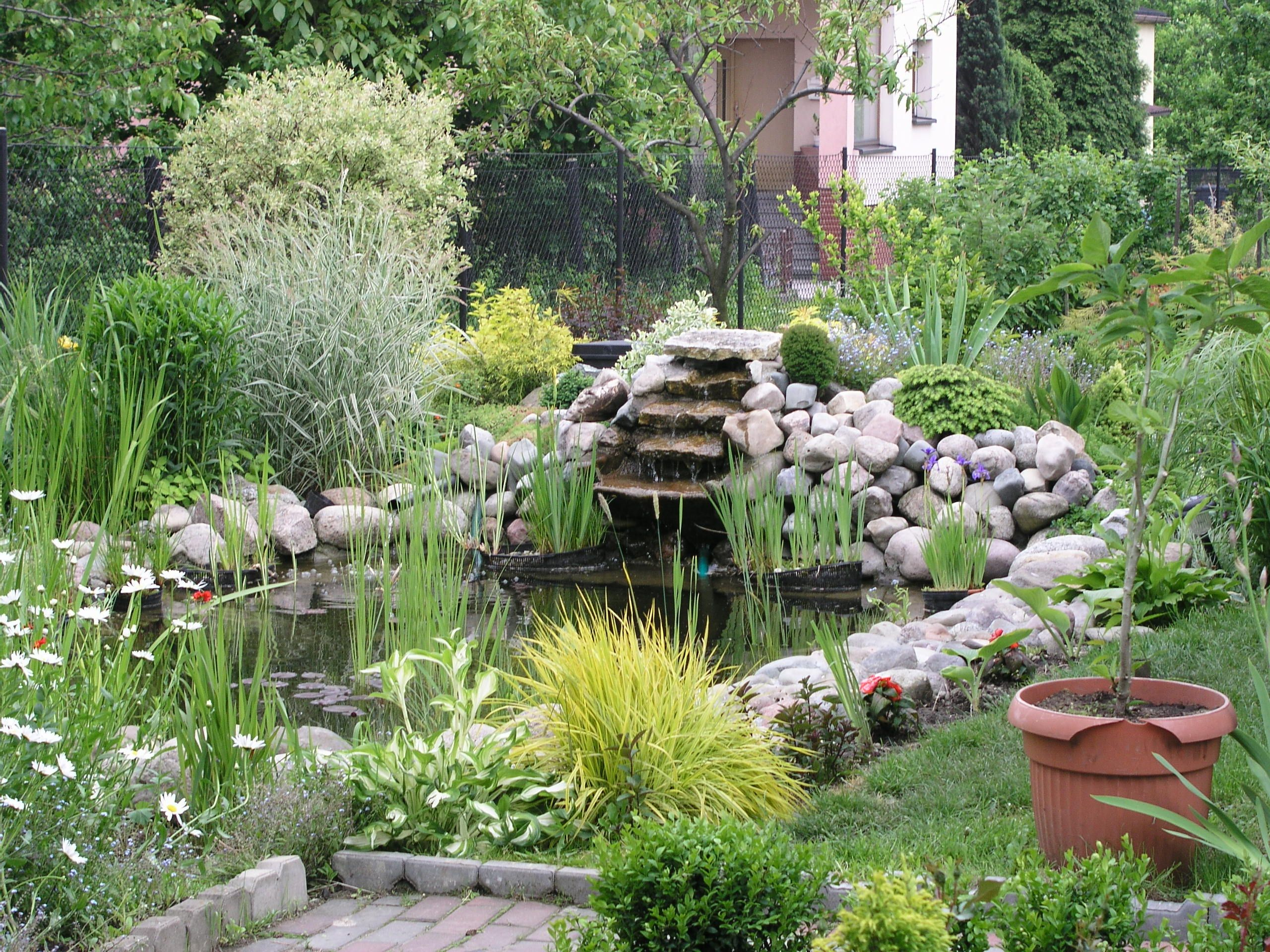
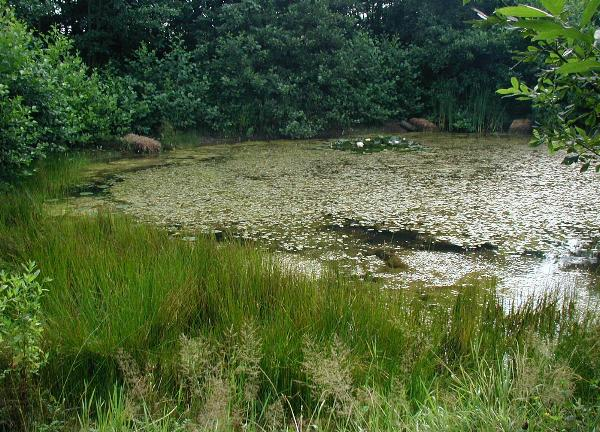